# Honda XR250R та XR250L
Honda XR250R і XR250L — трейлові та двомісні мотоцикли, які вироблялися компанією Honda з 1979 по 2004 роки як частина серії Honda XR . Вони мають чотиритактні чотириклапанні одноциліндрові двигуни SOHC об'ємом 249 куб. см (15,2 куб. дюйма).
У 1981 році XR250 отримав одинарний задній амортизатор. У 1984 році мотоцикл був представлений з радіальною чотириклапанною камерою згоряння Honda (RFVC). Його заявлена суха маса становить 110 кг (240 фунтів), а висота сидіння - 36 дюймів (96-04). Honda заявила, що двигун розвиває 19,6 к.с. і 14-15 фунт-фут крутного моменту. Версії XR250R 1996-2004 років мали 10,6 дюймів ходу підвіски спереду і ззаду та 41-міліметрові передні телескопічні вилки. Розмір шин був 80/100-21 спереду та 100/100-18 ззаду. Він мав 13-48 зубчасту передачу і розвивав максимальну швидкість близько 66 миль/год при 8000 об/хв. XR250L - важча, вулична версія, яка була представлена в 1991 році і яку не слід плутати зі старою моделлю XL250R. Починаючи з 1981 року, XR250 мав 21-дюймове переднє колесо. Версії 1979 та 1980 років мали 23-дюймове переднє колесо (розмір шин 3.00 x 23).
На відміну від CRF230F, який фактично замінив XR200R в лінійці Honda як всюдихідний мотоцикл з повітряним охолодженням, у XR250R немає наступника з повітряним охолодженням, поки, можливо, не з'явиться CRF250F у 2019 році. При цьому "F" має небагато спільного з XR, окрім того, що він є чудовим мотоциклом для початківців, має 4-клапанну головку та повітряне охолодження і не потребує особливого обслуговування. Разом з впорскуванням палива, обмеженим до 9,8 дюймів ходом, зниженою на 2 дюйми висотою сидіння, електричним запуском та 5-ступінчастою коробкою передач, "F" - це зовсім інша річ. "F" у стандартній комплектації - дуже хороший сучасний двигун. Силова установка "R" виглядає застарілою та менш ефективною у порівнянні з ним.